# Tiziano Ascagni
Tiziano Ascagni (Voghera, 8 giugno 1954) è un allenatore di calcio ed ex calciatore italiano, di ruolo attaccante.

## Caratteristiche tecniche
Giocatore tecnico e fantasioso, giocava come trequartista o seconda punta.

## Carriera

### Giocatore
Cresce nella Vogherese, con cui debutta nel campionato di Promozione a 16 anni, nel 1970, realizzando 20 reti in due stagioni. Due anni dopo è nelle giovanili della Juventus, con cui non riesce a esordire in Serie A, scendendo in campo solo in Coppa Italia contro la Reggiana. A partire dal 1973 inizia a peregrinare in numerose squadre delle serie inferiori, guadagnandosi per questo il soprannome di Zingaro del gol.
Dopo alcune annate con poche presenze con Latina, Legnano e Udinese, si mette in luce nel campionato di Serie D 1975-1976 con la maglia del Carpi, nel quale realizza 13 reti. Acquistato dal Juniorcasale, gioca stabilmente per due campionati di Serie C, realizzando 6 reti nel primo e 14 nel secondo, chiuso dai piemontesi al secondo posto. Le sue prestazioni in maglia nerostellata gli valgono il trasferimento in Serie B, alla Ternana: esordisce tra i cadetti il 24 settembre 1978, nel 2-2 interno contro il Palermo. In rossoverde non ripete le prestazioni degli anni precedenti, anche per motivi di ambientamento, e in 19 partite realizza un solo gol contro il Taranto.
A fine stagione ridiscende in Serie C1, categoria nella quale diventa uno specialista in promozioni pur frenato da discontinuità caratteriali. Nella stagione 1979-1980 realizza 10 reti nel Varese che vince il campionato, mentre l'anno successivo contribuisce con 5 gol alla promozione della Cremonese. Anche in questo caso non segue la sua squadra tra i cadetti, accasandosi alla Triestina: vi rimane per due stagioni, formando la coppia d'attacco titolare con Franco De Falco e ottenendo una nuova promozione, nel 1983. In quell'anno realizza 6 reti, giocando come spalla e uomo-assist per De Falco che va a segno 25 volte.
Nell'ottobre 1983 lascia i giuliani dopo un avvio di stagione negativo tra i cadetti, e viene acquistato dal Parma: qui ottiene la sua quarta promozione in Serie B. Passa quindi al Brescia, dove colleziona 51 presenze in due annate che coincidono con altrettanti salti di categoria: dalla Serie C1 alla B (1985) e dalla B alla A (1986).
Dopo un'annata allo Spezia, in Serie C1, su consiglio del dirigente della Cremonese Erminio Favalli va a chiudere la carriera nel Fiorenzuola, nel Campionato Interregionale, dove fa coppia in attacco con Hubert Pircher. In Valdarda Pircher e Ascagni non riescono a condurre la squadra alla promozione; l'attaccante vogherese resta vittima di un infortunio al ginocchio ed entra in conflitto con la dirigenza che lo sospende per motivi disciplinari e per un rendimento giudicato insufficiente. Chiude la carriera in Terza Categoria, nel Castelverde, come allenatore-giocatore.
Ha totalizzato 49 presenze e 2 reti in Serie B, con Ternana, Triestina e Brescia; ha inoltre ottenuto cinque promozioni nella serie cadetta, record per la Serie C.

### Allenatore
Terminata l'attività agonistica, resta al Castelverde come allenatore, prima di occuparsi del settore giovanile della Cremonese e dell'Atalanta. Dal 2019 al 2022 allena l'Atletico Manfro, in Terza Categoria cremonese.

## Palmarès

### Giocatore
- Campionato italiano Serie C1: 4

Varese: 1979-1980 (girone A)
Triestina: 1982-1983 (girone A)
Parma: 1983-1984 (girone A)
Brescia: 1984-1985 (girone A)